# エディ・ジョージ
エディ・ジョージ（Edward Nathan George, Jr.、1973年9月24日 - ）は、NFLで活躍した元アメリカンフットボール選手。アメリカ合衆国ペンシルベニア州フィラデルフィア出身。ポジションはランニングバック。
大型のパワーRBだったことで「ザ・ビースト」のニックネームで呼ばれていた。1999年シーズンにはQBのスティーブ・マクネアと共にチームを牽引し、チーム初のスーパーボウル進出を果たしたマッデン2001のカバープレイヤーに選ばれている。

## 経歴

### プロ入りまで
オハイオ州立大学に入学、1年次のシラキューズ大学戦では3TDをあげる活躍を見せたが、イリノイ大学戦では敵陣4ヤードラインでファンブル、これが96ヤードのファンブルリカバーTDにつながってしまった。さらに2点をリードした第4Q、敵陣1ヤードラインでファンブル、これが相手の逆転TDにつながった。その試合まで25回のキャリーで5TDをあげていたが、それ以降12回のキャリー、TDなしに終わった。レイモント・ハリスの控えとして、彼の出場は、試合終盤大量リードした場面での起用などに限られるようになり、42回のキャリーに終わった。3年次には先発RBとなり、1,442ヤードを獲得、12TDをあげた。
4年次の1995年には大学記録となる1,927ヤード（平均152.2ヤード）を獲得、24TDをあげた。また44回のレシーブ（過去3年間でわずか16回のレシーブであった。）で399ヤードを獲得、1TDをあげた。ノートルダム大学ではシーズン3回目となる200ヤードラッシュを記録、イリノイ大学戦では大学記録となる314ヤードを走って3TDをあげた。この年チームは10勝2敗の成績をあげた。彼はオールアメリカンファーストチームに選ばれるとともに、ハイズマン賞を受賞した。
1996年のNFLドラフトでヒューストンオイラーズ（現テネシー・タイタンズ）から1巡全体14位で指名された。ルーキー年から5年連続で1,200ヤード以上を記録し、キャリア9年のうち7シーズンで1,000ヤードラッシュを記録した。またルーキーから8年間は一度も欠場はなく、8年連続300キャリーというリーグ記録を打ち立てた。1997年から2000年まで4年連続プロボウルに選出、第34回スーパーボウルにチームを導いた。スーパーボウルでは95ヤードを走り、2回のレシーブで35ヤード、2TDをあげたが、16-23でセントルイス・ラムズに敗れた。
2003年に通算10,000ヤードを達成したが、デビューから1試合も欠場せずに記録を達成したのは、ジム・ブラウン以来史上2人目のことであった。またRBとして128試合に連続先発出場したが、この記録を上回るのはウォルター・ペイトンの170回のみである。
2004年7月21日、サラリーキャップを開けるため、タイタンズから放出され、7月23日にダラス・カウボーイズと1年契約を結んだ。カウボーイズでは先発はわずか8試合、432ヤードの獲得に終わった。2005年シーズン前に引退を表明した。
現役通算でラン10,441ヤード、68TD、268回のレシーブで2,227ヤード、10TDをあげた。
タイタンズ時代の通算ラン10,009ヤードはチーム歴代トップである。
2007年にはFOXスポーツでBCSナショナル・チャンピオンシップ・ゲームの試合前に放送された番組で解説を務めた。また同年全米で公開されたゲーム・プランにカメオ出演している。同年4月28日には、背番号27をつけて、LPフィールドの周囲がコースのハーフマラソンに出場、2時間4分8秒の記録だった。後にジョージは、NFLの試合よりタフだったと語った。
2008年アメリカ合衆国大統領選挙ではバラク・オバマ上院議員を支持することを表明した。
2011年、カレッジフットボール殿堂に選ばれた。
2012年のNFLドラフトではタイタンズの元選手として招待され、タイタンズの2巡指名選手を発表した。
2019年9月15日にインディアナポリス・コルツを迎えて実施されるホームでの初戦でセレモニーを行い、スティーブ・マクネアの9番とエディ・ジョージの27番を永久欠番にするとタイタンズが6月12日に発表した。

## 人物
パスプレーでは、相手ディフェンスのブリッツを止めることに長けていた。
ジョージの母親はフライトアテンダントであり、ジョージが1996年7月にオイラーズと契約するため、フライトの予定を変更した（ジョージの代理人の提案による）。その結果、母親は当初乗務する予定だったトランス・ワールド航空800便に乗らないこととなり、命を取り留めた。
前妻との間に息子が1人、SWVのメンバー、タージとの間に息子が1人いる。
タイタンズの本拠地、LPフィールドからカンバーランド川の対岸、ナッシュビル市内と（Eddie George Sports Grille）、母校オハイオ州立大学のそば、コロンバスに（Eddie George's Grille 27）スポーツをテーマとしたレストランを開いている。
1995年に彼が受け取ったハイズマントロフィーはニューヨークの空港でのX線検査で損傷した。

## 年度別成績
| 年   | チーム                   | 試合数 | ラン回数 | ヤード | 平均 | TD |
| ---- | ------------------------ | ------ | -------- | ------ | ---- | -- |
| 1996 | ヒューストン・オイラーズ | 16     | 335      | 1,368  | 4.1  | 8  |
| 1997 | テネシー・オイラーズ     | 16     | 357      | 1,399  | 3.9  | 6  |
| 1998 | テネシー・オイラーズ     | 16     | 348      | 1,294  | 3.7  | 5  |
| 1999 | テネシー・タイタンズ     | 16     | 320      | 1,304  | 4.1  | 9  |
| 2000 | テネシー・タイタンズ     | 16     | 403      | 1,509  | 3.7  | 14 |
| 2001 | テネシー・タイタンズ     | 16     | 315      | 939    | 3.0  | 5  |
| 2002 | テネシー・タイタンズ     | 16     | 343      | 1,165  | 3.4  | 12 |
| 2003 | テネシー・タイタンズ     | 16     | 312      | 1,031  | 3.3  | 5  |
| 2004 | ダラス・カウボーイズ     | 14     | 132      | 432    | 3.3  | 4  |
| 通算 |                          | 142    | 2865     | 10441  | 3.6  | 68 |